# Limmu
Limmu je bil asirski eponim. 
Na začetku vladanja vseh asirskih kraljev je bil imenovan visok dvorni uradnik limmu, ki je predsedoval novoletnim praznovanjem v prestolnici. Vsako leto je bil z žrebom izbran nov limmu, ki je bil praviloma član vladarske družine ali morda član mestnega sveta.  V starem asirskem obdobju sam kralj ni nikoli bil limmu, v srednjem in novoasirskem obdobju pa je bil na tem položaju včasih tudi kralj.
Arheologi so odkrili devetnajst glinastih tablic s seznam limmujev za vsa leta od 892 pr. n. št. do 648 pr. n. št. Na eni od njih so našteti naslednji limmuji:
| Leto           | Limmu                                 | Dogodek |
| -------------- | ------------------------------------- | --- |
| 719 pr. n. št. | Sargon, kralj [Asirije]               | [-v]stopil |
| 718 pr. n. št. | Zer-ibni, guvernor Ra[sappe]          | [v Ta]bal |
| 717 pr. n. št. | Tab-šar-Aššur, komornik               | Ustanovljen [Dur-Šarru]kin |
| 716 pr. n. št. | Tab-sil-Ešara, guverner citadele      | [v] Meko |
| 715 pr. n. št. | Taklal-ana-beli, guverner Nasibina    | [ ] imenovani guvernerji |
| 714 pr. n. št. | Ištar-duri, guverner Arrafe           | [v Ur]artu, Musasir, Haldijo |
| 713 pr. n. št. | Aššur-bani, guverner Kalhuja          | plemiči v Ellipi, vstopil v novo hišo, v Musasir v deželi                                                                                     |
| 712 pr. n. št. | Šarru-emuranni, guverner Zamuje       | v deželi |
| 711 pr. n. št. | Ninurta-alik-pani, guverner Si'mmeja  | [v] Marqaso |
| 710 pr. n. št. | Šamaš-belu-ušur, guverner Arzuhine    | v Bit-zeri, kralj ostal v Kišu |
| 709 pr. n. št. | Mannu-ki-Aššur-le'i, guverner Tilleja | Sargon vzel Belove roke |
| 708 pr. n. št. | Šamaš-upahhir, guverner Habrurija     | Kummuhi je osvojil in guverner je bil imenovan                                                                                                |
| 707 pr. n. št. | Ša-Aššur-dubbu, guverner Tušana       | kralj se je vrnil iz Babilona, vezir in plemiči, plen iz Dur-Jakin je bil uničen, na 22. dan tešrita, bogovi Dur-Šarrukina vstopili v templje |
| 706 pr. n. št. | Mutakkil-Aššur, guverner Guzane       | kralj ostal v državi, plemiči [ ]. na 6. dan ajarja, Dur-Šarrukin je bil dokončan                                                             |
| 705 pr. n. št. | Našur-Bel, guverner Amiduja           | kralj [ ] proti Qurdi Kullumeanu, kralj je bil ubit, tabor asirskefa kralja [ ]. na 12. dan aba, Senaherib [postane] kralj                    |

## Sklic
1. ↑  Alan Millard, prevajalec: The Eponyms of the Assyrian Empire, 910-612, Helsinki: University of Helsinki Press, 1994.

## Vira
- Kuhrt, Amélie: El Oriente Próximo en la Antigüedad, I , Editorial Crítica, ISBN 84-8432-050-2.
- Sanmartín, Joaquín: Historia antigua del próximo oriente, Ediciones Akal, ISBN 84-460-1032-1.